# Роденбах бај Пудербах
Роденбах бај Пудербах (њем. Rodenbach bei Puderbach) општина је у њемачкој савезној држави Рајна-Палатинат. Једно је од 62 општинска средишта округа Нојвид. Према процјени из 2010. у општини је живјело 650 становника. Посједује регионалну шифру (AGS) 7138064.

## Географски и демографски подаци
Роденбах бај Пудербах се налази у савезној држави Рајна-Палатинат у округу Нојвид. Општина се налази на надморској висини од 310 метара. Површина општине износи 6,6 km². У самом мјесту је, према процјени из 2010. године, живјело 650 становника. Просјечна густина становништва износи 98 становника/km².